# Rafael Typhoon

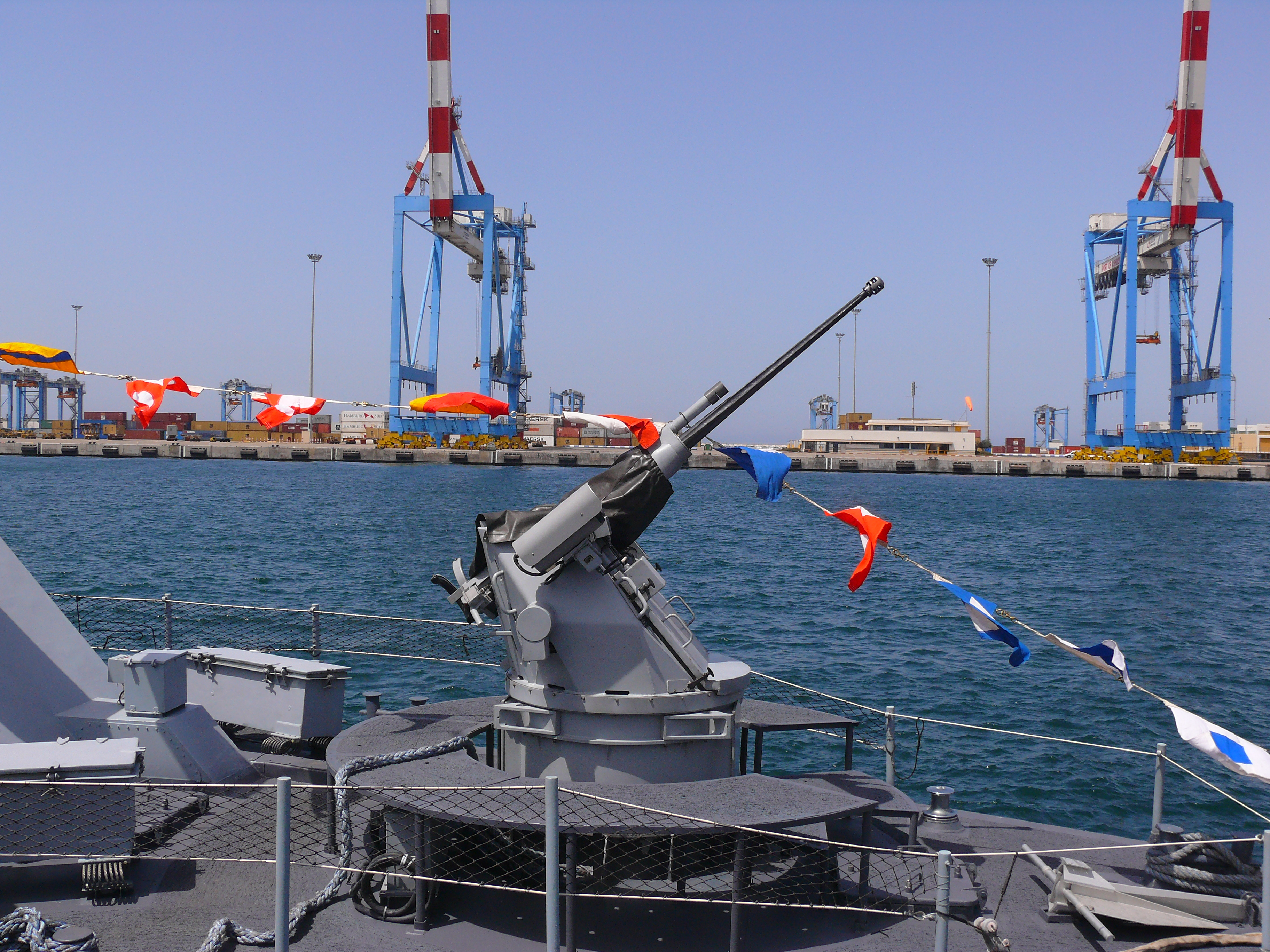
Rafael Typhoon armado com um canhão automático de 25 mm no Shaldag class fast patrol boat a Marinha Israelita.

O Rafael Typhoon é um sistema de armas de controlo remoto produzido pela Rafael Advanced Defense Systems.